# Christoph Heinrich von Leipziger
Christoph Heinrich von Leipziger (* 1678; † 8. November 1748 in Torgau) war königlich-polnischer und kurfürstlich-sächsischer Stallmeister und Kammerherr am Dresdner Hof, Amtshauptmann in Torgau, Direktor des Armen- und Waisenhauses Torgau und Rittergutsbesitzer auf Mahla bei Torgau.

## Leben und Familie
Er stammte aus dem sächsischen Adelsgeschlecht Leipzig und war der Sohn von Balthasar Hieronymus von Leipziger (1644–1731) und Katharina Margarethe geb. von Berbisdorf aus dem Haus Mittelsaida. Neben seiner Aufgabe als Amtshauptmann zu Torgau wurde er zum Kammerjunker ernannt. Nachfolgend erfolgte die Ernennung zum Kammerherrn. Leipziger war ebenso Ritter des Roten Adler-Ordens.
Christoph Heinrich von Leipziger war zweimal verheiratet, in erster Ehe mit Johanne Elenore von Loß († 1718), Hofdame der Königin Christiane Eberhardine von Polen, und in zweiter Ehe mit Henriette Friederike von Erdmannsdorff († 1751), Hoffräulein der Königin. Seine Erben und Nachfolger wurden die beiden Söhne Carl Heinrich von Leipziger auf Zwethau (1718–1761), ein Sohn aus erster Ehe, und Christoph Friedrich von Leipziger (* 1730), ein Sohn aus zweiter Ehe. Sie überließen 1749 das Gut der verw. Erdmuth Margretha von Leipziger geb. von Beschwitz. Diese heiratete den OSL Christoph Moritz von Beschwitz und überließ diesem 1750 das Gut. Der Enkel Christian Heinrich August von Leipziger stieg zum Geheimen Justiz- und Appellationsgerichts-Rath zu Naumburg auf und war einer der dienstältesten Rechtsritter der Johanniterordens in der Provinz.
Die Leiche des Christoph Heinrich von Leipziger wurde am 11. November 1748 nach Zwethau gebracht und dort im Familienbegräbnis beigesetzt.